# Dimitar Usunow
Dimitar Todorow Usunow (bulgarisch Димитър Узунов; * 10. Dezember 1922 in Stara Sagora; † 11. Dezember 1985 in Wien) war ein bulgarischer Sänger der Stimmlage Tenor.

## Leben
Dimitar Usunow studierte bei der tschechisch-bulgarischen Pianistin Ljudmila Prokopowa (1888–1959) und bei dem bulgarischen Bariton Christo Brambarow (1905–1974). Dimitar Usunow debütierte 1947 im Werther von Jules Massenet am Nationaltheater in Sofia. 1948 wurde Usunow dort Ensemblemitglied. Außerdem absolvierte er internationale Gastspiele beispielsweise an der Mailänder Scala (1960, Don José in Carmen), der Wiener Staatsoper sowie in anderen Opernhäusern in Europa und den Vereinigten Staaten. Bei den Salzburger Festspielen 1965 sange er die Partie des Dmitrij aus Boris Godunow. Weitere bedeutende Rollen waren Hermann in Pique Dame von Peter Tschaikowski, Don José in Carmen von Georges Bizet und Otello von Giuseppe Verdi. Insgesamt galt Usunow herausragender lyrischer Charaktertenor und Spezialist für die einschlägigen Partien im italienischen und russischen Opernfach.
Er wurde mit dem Dimitrow-Preis ausgezeichnet.